# المعلم أوجو
المعلم أوجو هو شرير خارق يظهر في دي سي كومكس. العدو الرئيسي لـريتشارد دراغون و «الفانوس الأخضر». أوجو هي كلمة إسبانية وتعني «العين».

## تاريخ النشر
ظهر للمرة الأولى في ريتشارد دراغون، مقاتل الكونغ فو #16 (آب / أغسطس 1977) تم إنشاؤه من قبل ريك استرادا وديني أونيل.

## السيرة الذاتية للشخصية الخيالية
كان أوجو أبن أحد المساعدين في منشأة طاقة ذرية في وقت مبكر، والتي كانت معايير السلامة فيها سيئة، تعرّض العمال لجرعات هائلة من الإشعاعات الصلبة، وولد أوجو بدون عيون. وهو أعمى ولكنه ذكي، وقد نجح في إنشاء جهاز يسمح له بالرؤية، وفي النهاية أصبح مرتبطاً بـعصبة القتلة، وهي جزء من الإمبراطورية الأجرامية لـرأس الغول. حاملاً بغض تجاه الطاقة الذرية، يقوم بسرقة غواصة الذرية تجريبية، مما جلب له صراع مع G. O. O. D. وكلاء ريتشارد دراغون و بنجامين تيرنر. على الرغم من مساعدة الأثنين المحترفين في الفنون القتالية في أسترداد الغواصة المسروقة، بقي تيرنر، في حين حاول دراغون العودة للغواصة، أحد مقاتلي أوجو قتل امرأة تيرنر التي يحبها ولن يتركه من دون مواجهة. ومع ذلك، يقبض أوجو على تيرنر ويغسل دماغه، ويحوله إلى قاتل بأسم النمر البرونزي. كان أوجو يبيع تيرنر للخدمات لبعض الوقت، بدايةً لبطولة القتال تحت الأرض، ثم إلى بارني لينغ (الرئيس الغادر لـ G. O. O. D.)، وأخيراً إلى سينسي عصبة القتلة.
في هذه الأثناء، وضع البروفيسور أوجو عينًا غاضبة على مدينة ستار، موطن السهم الأخضر. وبأفتراض أن العين كانت تهديدًا، حاول السهم وصديقه الفانوس الأخضر هال الأردن تعطيلها، ولكن بدون أي تأثير. في وقت لاحق، السهم الأخضر، جنباً إلى جنب مع سهم أخضر مختلف، غاي غاردنر، دمرا العين.
لم تكن تلك سوى عين واحدة من عيون التجسس للمعلم أوجو، وواحدة أخرى من شأنها أن تهاجم هال جوردان والسهم الأخضر في مصحة آركام، في مدينة غوثام، حيث تتمكن العين من تحرير الكسندر توتل، كرامبلر. حاول الشريكان تدمير محطة الطاقة الذرية التي بناها والد كرامبلر. خطط المعلم أوجو ليوضح للعالم التأثير المدمر للإشعاع. وعلى الرغم من ترقية أوجو لقوة كرامبلر، فقد هزم الشريران من قبل الفانوس الأخضر والسهم الأخضر.

## في وسائل الإعلام الأخرى
يظهر المعلم أوجو في شباب العدالة حلقة «المتسلل»، عبر عنه نولان نورث. وهو عضو في عصبة الظلال ويستخدم المعرفة التكنولوجية لأستخدام الروبوتات الصغيرة المعروفة باسم FOG لمداهمة وتدمير المباني مثل مختبرات س.ت.ا.ر وواين تيك. قبل أن يتمكن من مهاجمة واين تيك، كان قد هوجم وهزم من قبل سوبر بوي. في «تيرور»، شوهد المعلم أوجو كرفيق في السجن لـبيل ريف. على مرتين، حاول أن يقول للسجناء الآخرين بأن تومي تيرور هو في الواقع سوبر بوي متنكراً فقط في نهاية المطاف هزم من قبل سوبر بوي.

## وصلات خارجية
- المعلم أوجو في دي سي ويكيا